# Игра на тронове (настолна игра)
Вижте пояснителната страница за други значения на Игра на тронове.
Игра на тронове (на английски: A Game of Thrones) е настолна игра, развиваща се в света на Песен за огън и лед на Джордж Р. Р. Мартин. Създадена е от Кристиан Т. Петерсен и е издадена от Фентъзи Флайт Геймс през 2003 година. През 2004 година излиза първото допълнение за нея Сблъсък на крале (A Clash of Kings), а през 2006 година и второто продължение Вихър от мечове (A Storm of Swords).
Играта предоставя възможност на играчите да поемат управлението над няколко от Великите домове, сражаващи се за надмощие в Седемте кралства, включително домовете Старк, Ланистър, Баратеон, Грейджой, Тирел и Мартел. Играчите имат възможност да управляват армии в различните провинции на света, като основна тяхна цел е да завладеят седем замъка, с което практически да предявят претенции към Железния трон на владетеля. Основните елементи в играта са дипломацията, раздаване на заповеди, като сложността на играта е над средното за жанра.
Игра на тронове печели наградата за най-добра традиционна настолна игра за 2003 година. Второто напълно преработено издание на играта излиза през 2011 година. Същата година играта е преведена и издадена в България.
През 2012 година Fantasy Flight Games пускат на пазара продължение за обновеното издание на Игра на тронове – Танц с дракони (Dance with Dragons), през 2013 година - Пир за врани (A Feast for Crows), а през 2018 година - Майка на дракони (Mother of Dragons).